# Seznam francoskih skladateljev
seznam francoskih skladateljev.

## A
- Adolphe-Charles Adam
- Gilbert Amy
- Jean-Baptiste Arban
- Paul Arma
- Éric Atlan
- Daniel (-François-Esprit) Auber
- Tony Aubin
- Edmond Audran
- Georges Auric
- Charles Aznavour

## B
- Nicolas Bacri
- Claude-Bénigne Balbastre (1724–1799)
- Claude Ballif
- Raoul Bardac
- Pierre-Philippe Bauzin
- François Bazin
- Franck Bedrossian
- Hector Berlioz
- Henri Betti
- Georges Bizet
- Madeleine Bloy-Souberbielle (1897-1990)
- Nicolas-Charles Bochsa
- François-Adrien Boieldieu
- Grégoire Boissenot
- Antoine Bonnet
- Joseph (Élie Georges-Marie) Bonnet (1884–1944)
- Mélanie Bonis
- Bruno Bontempelli
- Charles Borel-Clerc
- Lili Boulanger
- Nadia Boulanger
- Pierre Boulez
- Henri Bourtayre
- Jean-Pierre Bourtayre
- (Bertrand Burgalat)

## C
- Robert Casadesus
- François-Henri Castil-Blaze
- Charles Simon Catel
- Georges Caussade
- Emmanuel Chabrier
- Cécile Chaminade
- Gustave Charpentier
- Jacques Charpentier (1933–2017)
- Marc Antoine Charpentier
- Ernest Chausson
- Édith Canat de Chizy
- Frédéric Chopin
- Louis-Nicolas Clérambault
- Robert Clérisse
- René Cloerec
- Vladimir Cosma (romunsko-francoski)
- Bruno Coulais
- François Couperin
- Louis Couperin
- Jean Cras

## D
- Jean-Michel Damase
- Georges Dandelot
- Louis-Claude Daquin
- Claude Debussy
- Michel Richard Delalande
- Georges Delerue
- Édouard Deldevez
- Léo Delibes
- Alexandre Desplat
- Josquin Desprez/Despres/des Prez
- Pierre Desvignes
- Victor François Desvignes
- Louis-François-Philippe Drouet
- Denis Dufour
- Paul Dukas
- Henri Duparc
- Marcel Dupré
- Auguste Durand
- Louis Durey (1888–1979)
- Maurice Duruflé (1902–1986)
- Henri Dutilleux (1916–2013)

## E
- George Enescu (romunsko-fr.)
- Nicolas Errèra
- Thierry Escaich

## F
- Michel Fano
- Louise Farrenc
- Gabriel Fauré
- Vladimir Feodorov
- Luc Ferrari (1929-2005)
- Jean Françaix
- Auguste Franchomme
- César Franck

## G
- Pierre Gabaye
- André Gedalge
- Norbert Glanzberg (ukrajinsko-franc.)
- Vinko Globokar (slovensko-francoski)
- Jean-Jacques Goldman
- François-Joseph Gossec
- Charles(-François) Gounod
- Grégoire Boissenot
- André Ernest Modeste Grétry
- Gérard Grisey (1946-98)
- Jean Victor Arthur Guillou (1930–2019)

## H
- Reynaldo Hahn
- Jacques Fromental Halévy
- Tibor Harsányi (1898–1954) (madžarsko-fr.)
- Alphonse Hasselmans (belgijsko-francoski harfist in skladatelj)
- Pierre Henry
- Ferdinand Hérold
- Henri Herz
- Augusta Holmès
- Arthur Honegger (po rodu Švicar)
- Jacques-Martin Hotteterre
- Jean Hubeau

## I
- Jacques Ibert
- Vincent d´Indy
- Nicolas Isouard

## J
- Marie Jaëll
- Clément Janequin
- Pierre Jansen
- Jean-Michel Jarre
- Maurice Jarre
- Betsy Jolas (fr.-ameriška)
- André Jolivet
- Louis-Antoine Jullien

## K
- Božidar Kantušer (slovensko-francoski)
- Jean-Georges Kastner
- Joseph Kosma
- Franck Krawczyk
- Rodolphe Kreutzer

## L
- Francis Lai (1932-2018)
- Édouard Lalo
- Eduard Lalo
- Marcel Landowski
- Michel Legrand
- René Leibowitz (polj.-franc.)
- Jean Lenoir
- Charles Lecocq
- Michel Legrand (1932-2019)
- Raymond Legrand (1908-1974)
- François Leleux
- Henry Lemoine
- Philippe Leroux (franc.-kanadski)
- Jean-François Lesueur (Le Sueur)
- Michaël Lévinas
- Charles Loeffler
- Francis Lopez
- Alexandre Luigini
- Jean Baptiste Lully

## M
- Guillaume de Machaut
- François-Bernard Mâche
- Louis-Aimé Maillart
- Ivo Malec (1925-2019) (hrvaško-franc.)
- Philippe Manoury (1952)
- Jean-Étienne Marie
- Janez Matičič (slov.-franc.)
- Victor Massé
- Jules Massenet
- Diego Masson
- Étienne-Nicolas Méhul
- André Messager
- Olivier Messiaen
- Marcel Mihalovici (1898-1985) (romunsko-fr.)
- Darius Milhaud
- Marguerite Monnot
- Étienne Moulinié
- Jean Mouton
- Georg Muffat
- Gilles Mureau

## N
- Émile Naoumoff
- Henri Nemours
- Viktor Nessler
- Jean-Frédéric Neuburger
- Louis Niedermeyer
- Serge Nigg
- Henri Nouveau

## O
- Jacques Offenbach
- Maurice Ohana

## P
- Brice Pauset
- Guillaume Perret
- Pérotin
- Laurent Petitgirard
- Michel Philippot
- François-André Danican Philidor
- Dominique Phinot (franko-flamski)?
- Lucien Picavais
- Gabriel Pierné
- Simone Plé-Caussade
- Jean-Luc Ponty
- Julien Porret
- Francis Poulenc
- Dominique Probst

## R
- Éliane Radigue
- Jean Philippe Rameau
- Maurice Ravel
- Jean-Féry Rebel
- Django Reinhardt
- Antonín Rejcha
- Jean Rivier
- Pierre Rode
- Alain Romans
- Louis Auguste Florimond Ronger (vzd. Hervé)
- Jacques Roques
- Claude Joseph Rouget de Lisle
- Jean-Jacques Rousseau
- Samuel Rousseau
- Albert Roussel
- Edmond Roussel
- Jeanine Rueff (1922–1999)

## S
- Camille Saint-Saëns
- Carlos Salzedo
- Marcel Samuel-Rousseau
- Philippe Sarde
- Victorien Sardou
- Erik Satie
- Pierre Schaeffer
- Jean Schneitzhoeffer
- Claude-Michel Schönberg
- Déodat de Séverac
- William Sheller
- Igor Stravinski (rus.-franc.)
- Victor Staub
- Émile Stern (Emil Stern) (romunsko-fr.)

## T
- Germaine Tailleferre (1892–1983)
- Alexandre Tansman (poljsko- fr.)
- Louis Thiry
- Ambroise Thomas
- Paul Tortelier

## V
- Edgar(d) Varèse (francosko-ameriški)
- Alphonse Varney
- Louis Vierne
- Robert de Visée

## W
- Igor Wakhévitch
- Émile Waldteufel
- Charles-Marie Widor

## X
- Iannis Xenakis (Grk)